# KiCad
KiCad – oprogramowanie typu open source zaliczane do kategorii EDA (Electronic Design Automation), pozwalające na edycję schematów (projektowanie) i projektowanie obwodów drukowanych. Pakiet działa pod wieloma systemami operacyjnymi, ponieważ oparty jest na bibliotece wxWidgets.
Oprogramowanie zostało stworzone w 1992 roku przez Jean-Pierre Charras, służąc mu m.in. jako pomoc dydaktyczną podczas nauczania elektroniki na IUT de Saint Martin d'Hères w Grenoble. Charras był (obecnie emerytowany) badaczem w obszarze inżynierii elektrycznej i przetwarzania obrazu w Laboratoire des Images et des Signaux (LIS, od 2007 część GIPSA-lab Uniwersytetu Grenoble Alpes i CNRS) i przez lata rozwijał projekt, a aktualnie pozostaje aktywnym członkiem zespołu twórców projektu. Od 2013 roku KiCad wspierany jest przez CERN.

## Składniki pakietu
- eeschema – edytor schematów,
- pcbnew – edytor płytek drukowanych (do 16 warstw),
- gerbview – przeglądarka plików Gerber,
- cvpcb – aplikacja do przypisywania obudów elementów elektronicznych,
- bitmap2component – aplikacja do tworzenia elementów graficznych na płytkach,
- kicad – aplikacja zarządzania projektem.

Aplikacja zarządzania projektem – KiCad – pozwala na uruchamianie pozostałych aplikacji pakietu, oraz trzyma wszystkie pliki projektu, które można skompresować do formatu ZIP.

### Edytor schematów EESCHEMA
EEschema to edytor schematów, pozwalający na tworzenie hierarchicznych struktur w obrębie arkuszy. Udostępnia narzędzia do przeglądania i edycji bibliotek elementów, automatycznego numerowania elementów, w tym także numerację wsteczną (ang. Back Annonate), testowania poprawności schematu narzędziem ERC (ang. Electrical Rules Check) i generowania list materiałowych BOM (ang. Bill Of Material). Może eksportować listę połączeń do Pcbnew lub Spice, a za pomocą dodatkowych wtyczek także do innych formatów list połączeń.

### Cvpcb
Program Cvpcb pośredniczy w procesie projektowania pomiędzy edytorem schematów Eeschema i edytorem płytek Pcbnew. Cvpcb jest narzędziem do przypisywania obudów dla elementów przekazywanych do projektu płytki z programu EEschema. Dzięki temu obudowy nie są na stałe powiązane z biblioteką elementów ze schematów i do projektanta płytki należy dobór obudów do poszczególnych elementów w zależności od ich parametrów lub zastosowania.
Proces przypisywania może obywać się manualnie lub też automatycznie z wykorzystaniem przygotowanych wcześniej plików informacyjnych.

### Edytor płytek PCBNEW
Za pomocą Pcbnew można projektować płytki drukowane na podstawie projektu schematu (import połączeń) do 16 warstw miedzi i 12 dodatkowych warstw pomocniczych (opis, klej, maska lutownicza).
Możliwy jest eksport projektu do formatu GERBER, przygotowanie plików wierceń oraz plików rozmieszczenia elementów (dla produkcji zautomatyzowanej). Dodatkowo można przygotować rysunek płytki w formacie PostScript.
Pcbnew zawiera narzędzia do tworzenia nowych oraz edycji istniejących elementów. Ciekawa w Pcbnew jest możliwość wyświetlania wyglądu płytki w 3D (z pomocą OpenGL), gdy dostępna jest biblioteka modeli obudów.

### Gerbview
Gerbview jest przeglądarką plików GERBER, która pozwala zweryfikować poprawność wyeksportowanego projektu.

### Bitmap2Component
Z pomocą tej aplikacji jest możliwe przetworzenie dowolnej grafiki rastrowej na zestaw elementów graficznych akceptowalnych przez Pcbnew i wstawienie ich jako kolejnego elementu na płytce.

## Platformy

### Windows
Do instalacji i użytkowania pakietu KiCad jest wymagany system operacyjny Windows Vista lub nowszy (do wersji 5.0.0 włącznie Windows XP SP3). Wszystkie kolejne wersje KiCad są przebudowywane dla systemu Windows i wersje binarne są dostępne na stronach projektu.
KiCad obecnie dostępny jest również w formie pliku umożliwiającego pełną instalację wraz z dołączonymi bibliotekami jako element pakietu.

### Linux
Twórcy zapewniają, że pakiet powinien działać na każdej nowoczesnej dystrybucji ze wsparciem dla OpenGL 2.0 lub nowszym. Oficjalne wersje binarne dostępne są jako Flatpak oraz pakiety dla: Ubuntu, Fedory, Debiana . Do kompilacji niezbędne są m.in. biblioteki WxWidgets, Cairo oraz języka Python. W celu umożliwienia symulacji układów niezbędna jest zainstalowana biblioteka Ngspice.

### Solaris
Dla systemu Solaris można KiCad zbudować ze źródeł. Autor nie prowadzi bieżącego wsparcia dla tego systemu, ale sygnały od użytkowników potwierdzają, że można używać KiCad pod systemem Solaris po zbudowaniu pakietu ze źródeł (razem z wxWidgets).

### FreeBSD
Dla systemu FreeBSD można KiCad zbudować ze źródeł. KiCad jest co jakiś czas testowany pod systemem FreeBSD.